# Plumsteadville
Plumsteadville es un lugar designado por el censo ubicado en el condado de Bucks en el estado estadounidense de Pensilvania. En el Censo de 2010 tenía una población de 2637 habitantes y una densidad poblacional de 426,36 personas por km².

## Geografía
Plumsteadville se encuentra ubicado en las coordenadas 40°22′56″N 75°8′25″O / 40.38222, -75.14028. Según la Oficina del Censo de los Estados Unidos, Plumsteadville tiene una superficie total de 6.18 km², de la cual 6.18 km² corresponden a tierra firme y (0.04%) 0 km² es agua.

## Demografía
Según el censo de 2010, había 2637 personas residiendo en Plumsteadville. La densidad de población era de 426,36 hab./km². De los 2637 habitantes, Plumsteadville estaba compuesto por el 94.43% blancos, el 0.3% eran afroamericanos, el 0% eran amerindios, el 1.1% eran asiáticos, el 0% eran isleños del Pacífico, el 2.65% eran de otras razas y el 1.52% pertenecían a dos o más razas. Del total de la población el 4.97% eran hispanos o latinos de cualquier raza.